# Eugenia trinervia
Eugenia trinervia là một loài thực vật có hoa trong Họ Đào kim nương. Loài này được Vahl mô tả khoa học đầu tiên năm 1798.